# Abednego Matilu
Abednego Matilu (21 novembre 1968) è un ex velocista keniota.

## Palmarès

### Mondiali
- 1 medaglia:
  - 1 argento (Stoccarda 1993 nella staffetta 4x400 m)

### Giochi panafricani
- 1 medaglia:
  - 1 bronzo (Johannesburg 1999 nella staffetta 4x400 m)